# Roberto Fabregat Cúneo
Roberto Fabregat Cúneo (Montevideo, 1905 - Montevideo, 1970) fue un escritor, dramaturgo, profesor y periodista uruguayo.

## Biografía
Fue profesor de psicología social en el Instituto Normal, en los cursos de vacaciones de 1943 a 1947, y empleado bancario. Fue periodista cultural en el suplemento cultural de El Día, La Mañana y El País y en otras publicaciones como La Pluma, Imparcial e  Hiperión.
En su narrativa se destacan dos novelas. En La casa de los cincuenta mil hermanos (Alfa, 1963), recreó el reducido ambiente de los grupos esotéricos durante la década de 1930 en Montevideo, un período en el que en Uruguay primó a nivel político y social el racionalismo. En El inca de la Florida (Alfa, 1967) dio un giro a la narrativa gauchesca tradicional en una novela de aventuras de un grupo de gauchos que al viajar desde Florida a los Andes atraviesan la Pampa y pasan por las misiones jesuíticas.
Fue autor de varios ensayos sociológicos y en parte filosóficos, en los que reflexionó sobre los fenómenos de aculturación, las relaciones entre naturaleza y cultura, el impacto de la economía y las finanzas a nivel social, entre otros temas. Dos de sus principales trabajos en esta área son Caracteres sudamericanos (1950) y Propaganda y sociedad (1961), ambos editados por la Universidad Nacional de México. En varias de sus narraciones también reflexiona sobre el arte, la creación literaria o ironiza sobre la vida común, a través de breves inserciones ensayísticas o del discurso de sus personajes.
De su producción teatral se representaron obras en Montevideo (Como por arte de magia, La torre de Heredom) y en Buenos Aires (La dama del retrato, Luces de cine). Varias de sus obras teatrales quedaron sin estrenar.
Falleció en 1970 en Montevideo. Fue padre del humorista uruguayo Aquiles Fabregat («Fabre») (1938 - 2010) y de Néstor Fabregat (1939-2000).

## Obras
La lista de obras publicadas, en particular los ensayos y las obras de teatro, puede estar incompleta. Varias de sus obras permanecen inéditas.
Cuentos
- El pequeño atlas: Prójimo y paisaje del artista adolescente. Cifra geográfica de la nación oriental. (Narración en línea recta) (Impresora Uruguaya, 1931)
- Incursión (relato, lienzo y escena) (Impresora uruguaya, 1933)
- Los encuentros de Andrés (Ed. Independencia, 1947)
- Geest (Alfa, 1966)

Ensayos
- Investigaciones de lógica social. Con un estudio de las técnicas de propaganda, impresión y sugestión en los Estados dictatoriales (Montevideo, Agencia General de Publicaciones, 1943)
- Filosofía de la Propaganda (A. Monteverde, 1946)
- Caracteres sudamericanos (México, D. F., Instituto de Investigaciones Sociales, Universidad Nacional, 1950)
- Propaganda y sociedad (México, D. F., Biblioteca de Ensayos Sociológicos, Instituto de Investigaciones Sociales, Universidad Nacional, 1961)

Teatro
- Wavell, Europa (A. Monteverde, 1930)
- La dama del retrato (1949)
- Como por arte de magia (1950)
- Luces de cine (Ediciones Universo, 1952)
- La verdad llega de noche (Ed. Universo, 1952, estrenada como radioteatro en 1962)
- El pinar de las tierras altas (1953)
- La torre de Heredom (1960)

Novela
- La inmensa propiedad (1961) Novela corta
- Metro (Alfa, 1962) Novela corta. Incluye los cuentos Punto cardinal y Canción iliria.
- La casa de los cincuenta mil hermanos (Alfa, 1963)
- El inca de la Florida (Alfa, 1967)